# Ślubowanie (film 1924)
Ślubowanie (jid. Ktijes Chaf) – polsko-amerykański film fabularny z 1924 roku w języku jidysz, oparty na sztuce Peretza Hirschbeina.

## Obsada
- Adam Domb – Chaim Kronenberg
- Ester Rachel Kamińska – Kronenbergowa, wdowa przekupka
- Ida Kamińska – Rachela Kronenberg, córka przekupki
- Mojżesz Lipman – Berek Mandel, ojciec łamiący ślubowanie
- Henryk Tarło – Jankiel Mandel, syn łamiącego ślubowanie
- Władysław Godik – przyjaciel Jankiela
- Jonas Turkow – student jesziwy
- Zygmunt Turkow – prorok Eliasz, rabin, obłąkany
- Samuel Landau – spekulant świętoszek
- Dawid Lederman – swat
- Jacob Mestel – pierwszy podróżnik
- Louis Kadison – drugi podróżnik
- Benjamin Fishbein – właściciel tawerny
- Ben Basenko – trzeci podróżnik
- Lev Mogliov – Szmuel Lewin
- Simche Balanoff – Jacob Mandel
- Sonia Altbaum
- Diana Blumenfeld
- Herman Fenigsztejn